# Station Châteauroux
Station Châteauroux is een spoorwegstation in de Franse stad Châteauroux.
In 1847 kreeg Châteauroux een station op de lijn naar Orléans en Parijs. In 1853 werd de lijn verder doorgetrokken naar Limoges.